# Henri Louis Duhamel du Monceau
 (juillet 2023).
La mise en forme du texte ne suit pas les recommandations de Wikipédia : il faut le « wikifier ».
Les points d'amélioration suivants sont les cas les plus fréquents. Le détail des points à revoir est peut-être précisé sur la page de discussion.
- Les titres sont pré-formatés par le logiciel. Ils ne sont ni en capitales, ni en gras.
- Le texte ne doit pas être écrit en capitales (les noms de famille non plus), ni en gras, ni en italique, ni en « petit »…
- Le gras n'est utilisé que pour surligner le titre de l'article dans l'introduction, une seule fois.
- L'italique est rarement utilisé : mots en langue étrangère, titres d'œuvres, noms de bateaux, etc.
- Les citations ne sont pas en italique mais en corps de texte normal. Elles sont entourées par des guillemets français : « et ».
- Les listes à puces sont à éviter, des paragraphes rédigés étant largement préférés. Les tableaux sont à réserver à la présentation de données structurées (résultats, etc.).
- Les appels de note de bas de page (petits chiffres en exposant, introduits par l'outil «  Source ») sont à placer entre la fin de phrase et le point final[comme ça].
- Les liens internes (vers d'autres articles de Wikipédia) sont à choisir avec parcimonie. Créez des liens vers des articles approfondissant le sujet. Les termes génériques sans rapport avec le sujet sont à éviter, ainsi que les répétitions de liens vers un même terme.
- Les liens externes sont à placer uniquement dans une section « Liens externes », à la fin de l'article. Ces liens sont à choisir avec parcimonie suivant les règles définies. Si un lien sert de source à l'article, son insertion dans le texte est à faire par les notes de bas de page.
- La présentation des références doit suivre les conventions bibliographiques. Il est recommandé d'utiliser les modèles {{Ouvrage}}, {{Chapitre}}, {{Article}}, {{Lien web}} et/ou {{Bibliographie}}. Le mode d'édition visuel peut mettre en forme automatiquement les références.
- Insérer une infobox (cadre d'informations à droite) n'est pas obligatoire pour parachever la mise en page.

Pour une aide détaillée, merci de consulter Aide:Wikification.
Si vous pensez que ces points ont été résolus, vous pouvez retirer ce bandeau et améliorer la mise en forme d'un autre article.
Pour les articles homonymes, voir Duhamel.
Henri Louis Duhamel du Monceau (baptisé à Paris le 20 juillet 1700 et mort à Paris le 22 août 1782), est un physicien, botaniste et agronome français.
Membre depuis 1738 de l'Académie royale des sciences, dont il est élu trois fois Président, il laisse une œuvre importante comme écrivain scientifique dans des domaines aussi variés que la construction et le service des vaisseaux, la pêche, la culture et la conservation du froment, la gestion des forêts. Nommé inspecteur général de la marine en 1739, il crée en 1741 une école de marine, qui deviendra en 1765 l'École des ingénieurs-constructeurs, future ENSTA Paris. Poursuivant l'œuvre de Réaumur, il relance en 1757 la Description des Arts et Métiers et s'oppose aux Encyclopédistes.
Véritable ingénieur, son goût pour les problèmes concrets, l'expérimentation et la vulgarisation en font l'un des fondateurs de l'agronomie et de la sylviculture modernes.

## Biographie

### Propriétaires terriens

Régions naturelles du Loiret

Cette famille de robe entre en possession en 1544 du château de Denainvilliers et de son domaine à Dadonville (45), d'une surface de 600 arpents (un peu moins de 300 ha), lorsque Nicolas Duhamel, épouse Antoinette Jacquelot dont le père François Jacquelot, procureur au parlement de Paris, avait acheté le château l'année précédente à René de Pocaire.
Leur fils Claude Duhamel, bisaïeul d'Henri-Louis, commissaire de l'Artillerie de France, est anobli par le roi Louis XIII en 1624.
Alexandre Duhamel (1647-1714), le père d'Henri-Louis, qui a servi dans les armées du Roi, est veuf et remarié ; il a 53 ans à sa naissance et meurt en 1714. La succession n'est réglée qu'en 1727 : le domaine de Denainvilliers revient à son frère Alexandre (1697-1775), à l'exception de la ferme qui lui échoit. Henri-Louis achète bientôt le domaine du Monceau, près de Pithiviers-le-Vieil, et emprunte pour cela 16 000 livres. Le veuvage d'Alexandre, en 1750, voit la terre de Vrigny, propriété de sa femme, lui échoir. À la fin de sa vie, Alexandre, se sachant malade, cède sa fortune, estimée à plus de 224 000 livres, à Henri-Louis. Celle-ci se compose du domaine de Denainvilliers, de trois fermes et de rentes foncières auxquels s'ajoutent, à Dadonville, une ferme et des terres labourables, à Grantarvilliers un manoir et les droits seigneuriaux ainsi que des terres, à Rebréchien, une exploitation viticole restée indivise, une maison à Pithiviers, des parts à Paris dans cinq immeubles hérités de ses parents ainsi que diverses rentes. Henri-Louis devient alors propriétaire d'une fortune considérable dont il ne tardera pas à prévoir la répartition entre les fils de sa sœur.

« Ce fut pour moi un plus grand plaisir de voir que Denainvilliers est un domaine considérable. L'étendue des champs, le château important, les communs, les jardins, etc., tout cela montre que c'est la résidence d'un homme fortuné ; on voit par là que cet infatigable inventeur (Duhamel), bien que quelques-unes de ses entreprises aient échoué, reçut de son gouvernement la récompense qu'à son honneur il ne lui marchanda pas et qu'il ne fut pas comme d'autres laissé dans l'obscurité sans autres récompenses que celles que peut leur conférer leur seul talent […] »

— Arthur Young, Voyage en France, 1787-1789.

### Influence janséniste

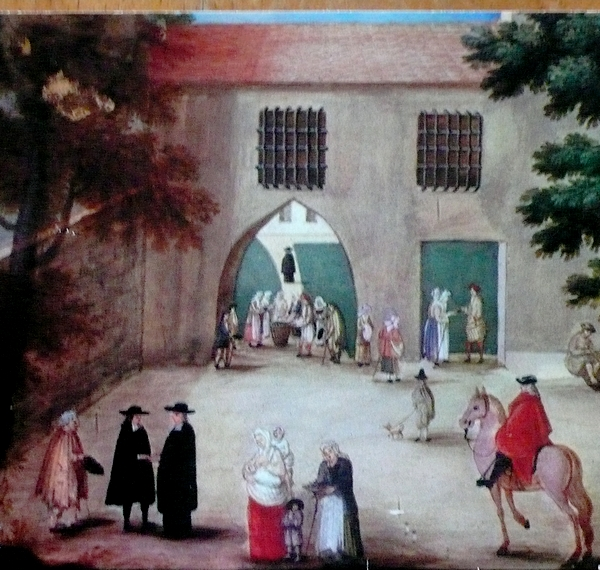
Des pauvres secourus à la porte de l'abbaye de Port-Royal des Champs
Anonyme, début du XVIIIe siècle.

La grand-tante d'Henri-Louis, Élisabeth Boulard de Denainvilliers, est la dernière abbesse de Port-Royal et son grand-oncle Duhamel est un prêtre très engagé dans le milieu janséniste. L'inventaire de la bibliothèque familiale témoigne d'une piété persistante et du maintien de l'influence janséniste. À propos d'Alexandre Duhamel, Fougeroux de Bondaroy écrit que « ses qualités tiraient tout leur prix de la religion : il y était inviolablement attaché ; elle était l'âme de ses actions ». Ainsi, la famille Duhamel est animée de « sentiments d'humanité et de bienfaisance », témoignant de l'empreinte d'une culture familiale janséniste.

### Œuvre familiale
Les activités d'Henri-Louis Duhamel sont intimement liées à celles de son frère aîné Alexandre Duhamel, décrit comme un ascète et gentilhomme campagnard, et à celles de son neveu Fougeroux de Bondaroy, qui devient au fil des ans l'un de ses principaux collaborateurs.
Resté volontairement dans l'ombre de son frère cadet, Alexandre Duhamel n'en eut pas moins un rôle important et, selon l'abbé de Barcos, « les deux frères vivaient dans une union si étroite que bientôt les goûts de l'un devenaient ceux de l'autre. Ce n'était qu'un cœur et un même esprit ». Charles-Pierre Colardeau écrit de lui : « né sans ambition, porté par goût vers les travaux de la campagne où semblait l'appeler son amour pour la tranquillité, il destina son temps et les connaissances qu'il avait acquises à l'utilité des habitants de ses terres ». Alexandre ne signe jamais aucune publication malgré son implication bien réelle dans l'œuvre attribuée à Henri-Louis. Sur la fin de sa vie, il refuse le titre de correspondant de l'Académie que lui propose Malesherbes ; il meurt en 1775.
Resté célibataire, peu enclin aux mondanités, Duhamel du Monceau adoptera et élèvera ses six neveux Fougeroux ; Auguste Denis Fougeroux de Bondaroy est l'aîné. Élu adjoint botaniste à l'Académie le 25 août 1758, c'est un excellent dessinateur. Dans son testament, Duhamel le charge d'achever le Traité des Pêches, ouvrage de compilation sur l'exploitation des ressources halieutiques, entreprise qu'il ne mènera jamais à bien.
Les papiers personnels de Henri Louis Duhamel du Monceau sont conservés aux Archives nationales sous la cote 127AP.

## Formation et début d'une carrière scientifique

### Jeunes années

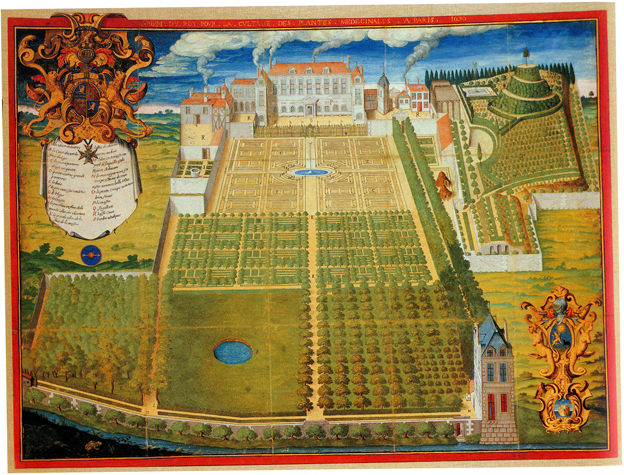
Le Jardin du roi, gravure de Frédéric Scalberge.

Henri-Louis et son frère sont envoyés au collège d'Harcourt, à Paris où sa famille possède une résidence. Ils ont pour précepteur l'abbé Pinchart. Leur oncle maternel, l'avocat Julien Trottier, s'occupe de leur éducation et de la gestion de leurs biens. Henri-Louis n'est pas un élève brillant, il n'aime ni les mathématiques ni les langues étrangères mais découvre bientôt la physique, qui lui permet de satisfaire son goût du concret et des travaux manuels. Il passe l'été à Denainvilliers où il pratique le bricolage avec son frère Alexandre, marquant ainsi le début d'une longue collaboration.
Henri-Louis s'inscrit aux cours des savants du Jardin du roi et fréquente bientôt les chimistes Louis Lémery et les Geoffroy, père et fils, ainsi que le directeur des cultures Sébastien Vaillant, les anatomistes Jacques-Bénigne Winslow et Joseph-Guichard Du Verney, le botaniste Antoine de Jussieu et son neveu Bernard, ou encore Charles François de Cisternay du Fay. Il est remarqué par le directeur du jardin, Guy-Crescent Fagon. Sa famille n'apprécie guère ses fréquentations et lui intime de faire son droit ; en 1718 il s'inscrit à Orléans où il peut loger chez son oncle. Mais il préfère visiter les nombreux ateliers et manufactures de la ville, ce qui lui servira plus tard pour la Description des arts et métiers.
En 1721, de retour à Paris après la mort de son père, Henri-Louis s'y installe avec sa mère, avec qui il vivra jusqu'à sa mort en 1757. Il s'oriente alors vers ce qui deviendra la physiologie végétale, car pour lui il est plus important de « faire l'essai expérimental d'une idée que d'en discuter », rejoignant ainsi Bernard Palissy et Réaumur. En 1728, il présente son mémoire sur le safran à l'Académie royale des sciences, dont il est nommé adjoint chimiste le  22 janvier.

### Duhamel chimiste

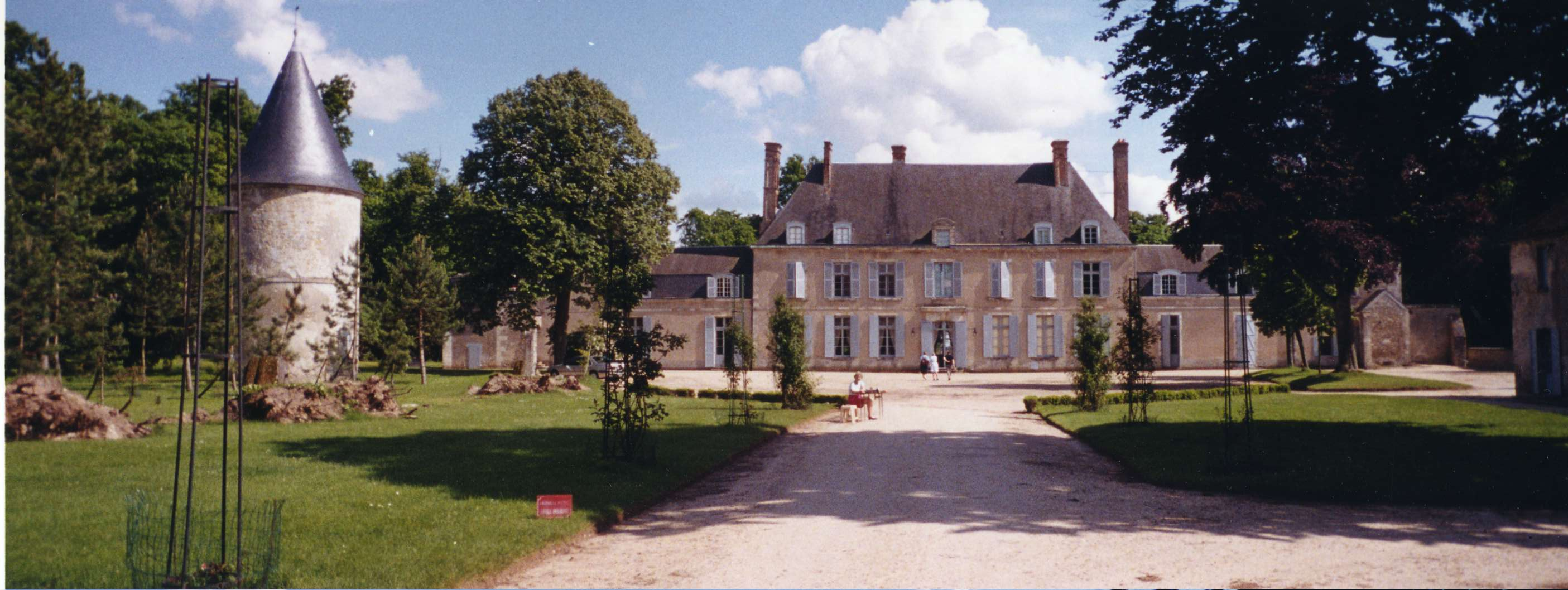
Château de Denainvilliers

En 1728, il aménage un laboratoire de chimie pour son frère dans le domaine familial. Son premier sujet d'étude est la solubilisation et la purification des sels de tartre qui étaient alors utilisés en médecine pour leurs propriétés apéritives et laxatives. Il établit que les « terres alcalines » peuvent rendre le tartre soluble alors que les autres ne font que le purifier. Duhamel et son fidèle collaborateur Jean Grosse établissent une table dans laquelle ils classent les différents « tartres solubles » (les différents tartrates neutres obtenus) en fonction de leur solubilité dans l'eau, de la nature de la base utilisée pour leur formation, de leur facilité à régénérer la « crème de tartre », de la nature de l'acide employé pour cette opération. Cette table est à comparer à la table d'affinités-rapports publiée en 1718 par Étienne-François Geoffroy.
Duhamel étudie ensuite la fabrication de la « liqueur de Frobenius » (éther diéthylique) par action de l'« huile de vitriol » (acide sulfurique) sur l'esprit de vin (alcool éthylique). C'est Jean Grosse qui met au point la technique de distillation de l'alcool en milieu sulfurique et qui précise les conditions d'obtention d'un produit pratiquement pur en déterminant le moment où il convenait d'arrêter la distillation. Dans un mémoire daté de 1742, Duhamel rapporte que l'action de l'« esprit de nitre » (acide nitrique) sur l'esprit de vin conduit à un composé, qui possède presque toutes les propriétés de la liqueur de Frobenius sans toutefois conclure à l'identité de ces deux composés.
Puis il s'intéresse aux sels d'ammonium et aux dérivés par action d'acides. Depuis le début du XVIIe siècle on savait que dans la composition du « sel ammoniac » (chlorure d'ammonium) entrait l'« esprit de sel » (acide chlorhydrique) et l'« alkali volatil urineux » (ammoniac). Duhamel confirme cette composition et montre que les deux peuvent se combiner spontanément (NH4Cl) et que l'acide sulfurique déplace l'acide chlorhydrique. Si le chauffage a lieu en présence de craie ou de « sel fixe de tartre » (carbonate de potassium), on obtient un « sel volatil urineux », le carbonate d'ammonium (NH4)2CO3. En revanche, il constate que la chaux éteinte à l'air ne donne pas de « sel urineux volatil » mais conduit à l'« esprit volatile urineux » (ammoniaque), liqueur très caustique.
Dans un mémoire proposé le 10 janvier 1737 à l'Académie royale des sciences, Duhamel expose ses travaux les plus marquants dans le domaine de la chimie et qui portent sur la nature de la « base du sel marin » qu'il obtient à l'état de carbonate de sodium (Na2CO3). Duhamel propose ainsi deux modes de préparation qui resteront en usage jusqu'à la découverte du procédé Leblanc :
– soit par action de l'« huile de vitriol » sur le sel marin, calcination du « sel de Glauber » (sulfate de sodium) ainsi obtenu en présence de charbon et reprise du résidu par l'acide du vinaigre, distillation sèche du sel formé (acétate de sodium) ;
– soit par action de l'« esprit de nitre » (acide nitrique) sur le sel marin, puis réduction du sel formé (nitrate de sodium) en présence de charbon.
L'alcali qui dérive du sel marin, peut avec l'acide marin (HCl) redonner un sel qui ne peut être distingué du Sel marin naturel. On peut donc en laboratoire créer des corps identiques aux substances naturelles. « Le sel marin n'est plus marin que selon l'usage ; il peut être produit en laboratoire par d'autres chemins que l'extraction. Le chimiste peut dès lors opérer une distinction entre les propriétés intrinsèques d'un corps (indépendantes du chemin) et celles qui proviennent de la source (les « impuretés ») » (Bensaude-Vincent et al.).
C'est à Duhamel que revient le mérite de la séparation de la soude et de la potasse, ainsi que de la découverte de la cristallisation des sels alcalins (carbonate de potassium) obtenu par calcination de végétaux ou de la « crème de tartre » (bitartrate de potassium). En 1774, Duhamel reprend ces travaux pour une notice sur l'« Art du savonnier », et montre que le savon noir, mou, est obtenu avec du carbonate de potassium alors que le savon dur est fabriqué avec des sels de sodium.
Dès 1733, Duhamel réalise diverses expériences de calcination de pierres calcaires et constate une perte de poids qu'il explique par la perte d'eau, passant ainsi à côté de la découverte du gaz carbonique. Enfin Duhamel réalise une étude sur la nature d'une liqueur colorante fournie par le pourpre (coquillage) ; il conclut à l'influence de la lumière solaire sur sa coloration et montre la nécessité d'une intensité minimale.

### Collaboration et rivalité avec Buffon

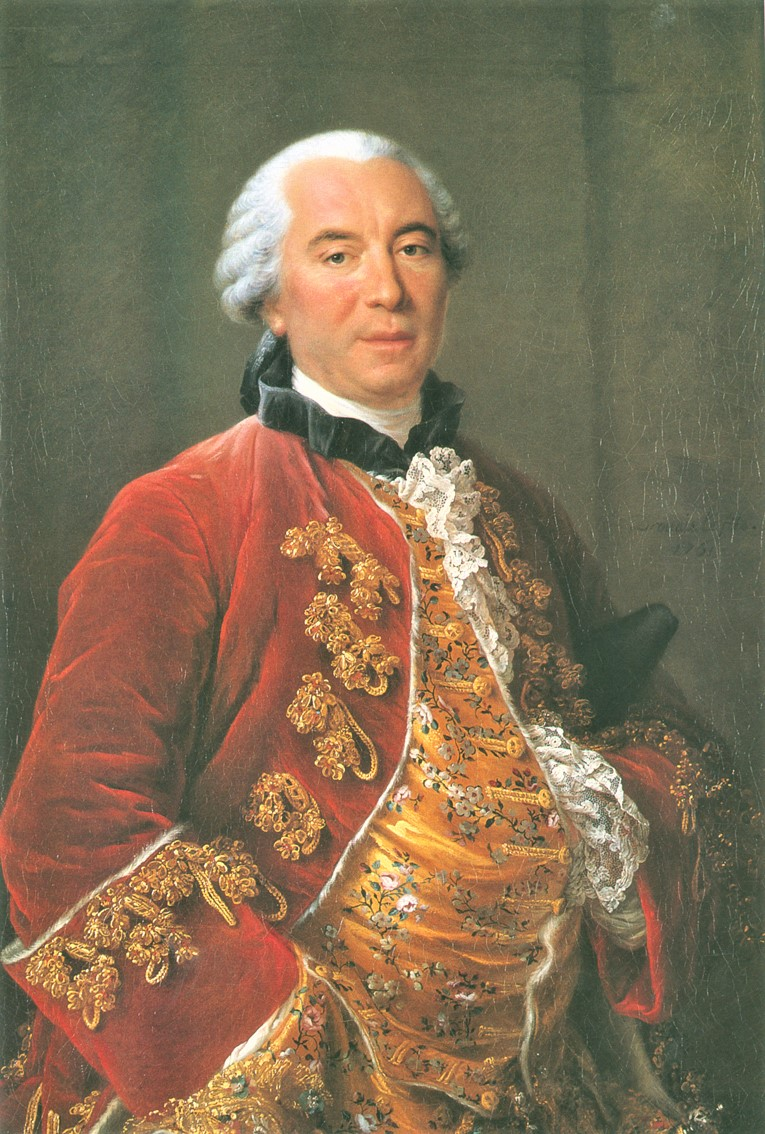
Georges-Louis Leclerc, comte de Buffon

En 1731, l'Académie confie à Duhamel l'étude de l'amélioration du bois destiné à la construction navale, ce qui lui vaudra d'être en premier lieu reconnu comme spécialiste de la filière bois. À partir de 1733, Maurepas lui demande de travailler en collaboration avec le jeune Buffon. Celui-ci traduit alors la Statique des végétaux de Stephen Hales, ouvrage qui contient de nombreuses expériences sur la circulation de la sève et qui influencera fortement Duhamel du Monceau. Leurs travaux communs portent sur le cintrage des bois, les conséquences du gel et les couches ligneuses. Le 23 décembre 1738, lors d'une séance à l'Académie, Buffon présente un mémoire intitulé Moyen facile d'augmenter la solidité, la force et la durée du bois. Duhamel y voit un plagiat de son mémoire à venir sur les Diverses tentatives pour parvenir à augmenter la dureté ou l'intensité du bois. « Vous avez bonne mémoire » déclare ce dernier en pleine assemblée, scellant ainsi la rupture avec Buffon.
Après une admirable campagne de relations publiques auprès de Charles François de Cisternay du Fay alors mourant, et à qui il espère succéder, Buffon devient intendant du Jardin du roi en 1739, et supplante une fois encore Duhamel du Monceau qui s'oriente alors vers la marine.
Quelques années plus tard, le maréchal de Noailles a l'idée de faire traduire l'ouvrage de Jethro Tull par le linguiste Otter : Buffon est choisi pour corriger la traduction. En 1748, Duhamel poursuit le même projet. Duhamel et Buffon se retrouvent en concurrence, mais ce dernier abandonne, et remet ses notes à Duhamel qui publie le Traité de la culture des terres.
En 1749, Buffon publie les trois premiers volumes de son Histoire naturelle et, si l'ouvrage est dédié au Roi, l'auteur ne mentionne pas son appartenance à l'Académie, montrant ainsi qu'il n'entend rien devoir à ses collègues. La controverse porte principalement sur les méthodes de classification car « cet ouvrage paraissait devoir être celui de tous les naturalistes français ». Malesherbes est chargé de rédiger une réponse à Buffon qui s'intitulera Apologie des naturalistes ou remarques sur quelques endroits de l'histoire naturelle de M. de Buffon. C'est probablement par amitié pour Bernard de Jussieu, indignement traité par Buffon, que Duhamel du Monceau participe à ce projet qui ne sera finalement jamais publié en l'état.

## De l'application des sciences naturelles

### Duhamel sylviculteur

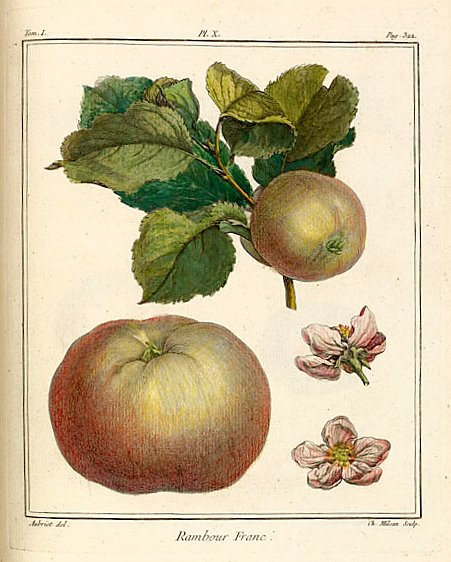
Planche du Traité des arbres fruitiers, d'Henri-Louis Duhamel du Monceau (1768). Illustration de Pierre Jean François Turpin.

Dès le début de sa carrière, Duhamel s'intéresse aux arbres, en commençant par les arbres fruitiers. Il constitue une collection à Vrigny, dont beaucoup de spécimens viennent des pépinières des chartreux du château de Vauvert. Son goût pour l'amélioration des productions le conduit à s'intéresser au greffage, technique qui permet de multiplier rapidement les variétés sélectionnées. Dans son mémoire de 1744 sur les boutures et les marcottes, il conclut à l'existence de deux sèves, l'une montante et l'autre descendante.
En 1752, il publie avec La Galissonnière un ouvrage intitulé Avis pour le transport par mer des arbres, des plantes vivaces, des semences, des animaux et différents autres morceaux d'histoire naturelle, destiné à favoriser l'importation d'espèces exotiques depuis la Nouvelle-France, où le médecin Jean François Gauthier est chargé de fournir les végétaux et de rédiger une flore. Ce dernier sera l'un des nombreux correspondants locaux sur lequel s'appuiera Duhamel. Faisant suite au travail de Michel Sarrazin, Gauthier rédige un manuscrit d'environ 400 pages sur les plantes du Canada, traitant surtout des espèces additionnelles et ligneuses, et en adresse une copie à Duhamel en 1749. Ce dernier utilisera ce travail dans la préparation de son Traité des arbres et arbustes (1755 à 1767), il fait référence à plusieurs des espèces nouvelles décrites par Gauthier.
Au début du XVIIIe siècle, la situation forestière en France demeure préoccupante. Dans un mémoire à l'Académie daté de 1721, Réaumur constate que les grandes futaies de feuillus sont en voie de disparition. Cette situation trouve son origine dans une surexploitation des forêts depuis le XVIe siècle. Mais c'est également le résultat des aliénations des domaines forestiers royaux, comme de ceux des domaines ordres religieux ou des biens du Roi au moment des guerres de religion, tout autant que des usurpations des riverains et les abus des usages. En même temps, les besoins croissants de bois de charbon pour la sidérurgie ou de bois de construction pour la marine créent une grande tension sur la production ligneuse, d'autant qu'à partir du XVIIe siècle, l'habitude de chauffer les habitations draine de plus en plus de bois vers les villes.
En 1754, Jean-Baptiste de Machault d'Arnouville est nommé au secrétariat d'État à la Marine et demande à Duhamel « de donner à ses recherches sur les bois la préférence sur tous les autres objets ». Duhamel a alors plus de 50 ans et n'a jamais publié de traité sur les forêts, alors qu'il expérimente sur ce thème depuis de nombreuses années. Répondant à l'appel de Réaumur, Duhamel imagine un traité inédit, qui fournit des justifications théoriques aux pratiques des forestiers et qui est œuvre de vulgarisation, le Traité des forêts composé de cinq ouvrages dont il a voulu chacun « complet dans son genre ».

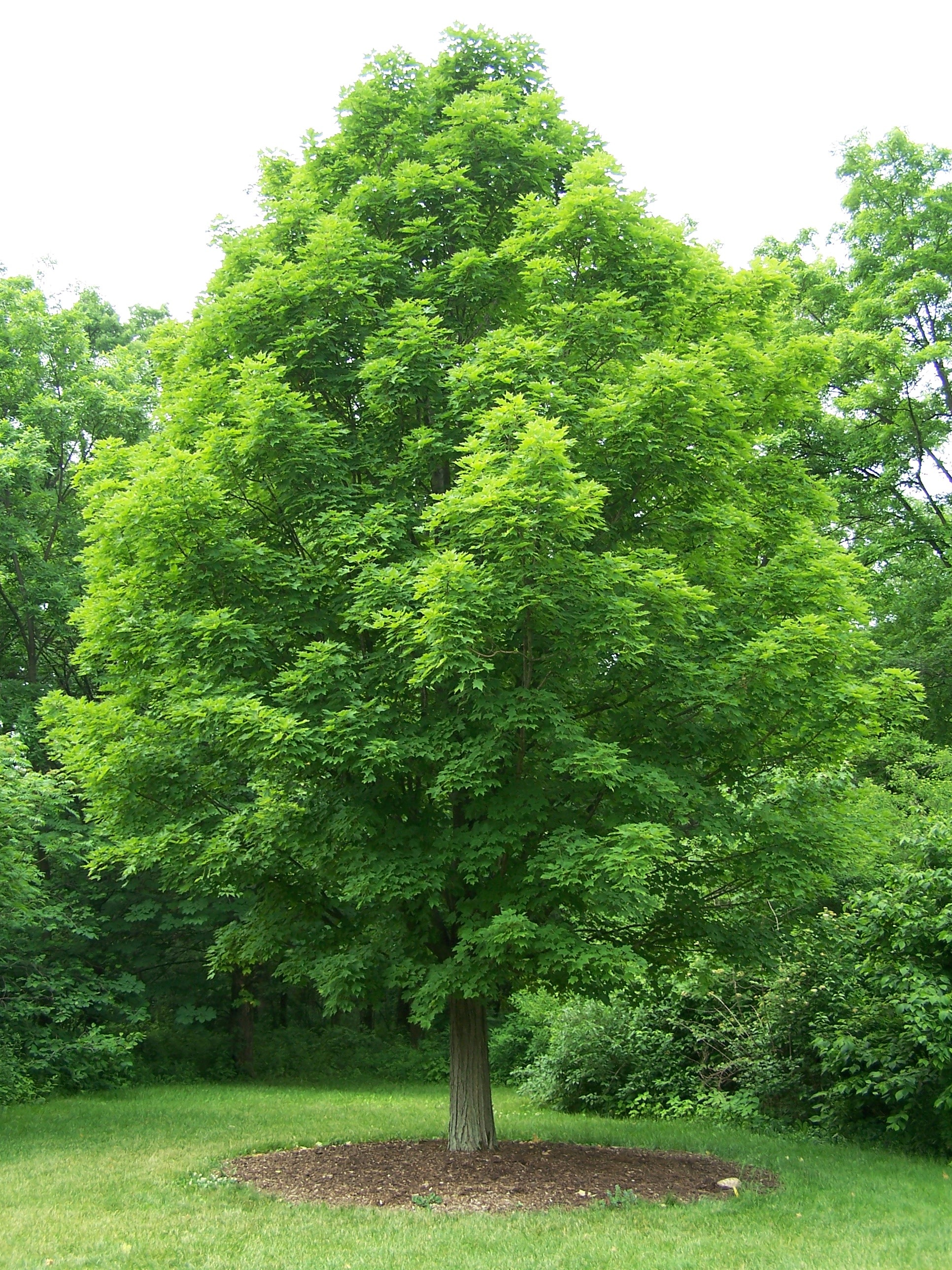
L'Érable à sucre (Acer saccharum), une espèce envoyée à Duhamel du Monceau par La Galissonnière.

Les deux premiers volumes présentent l'ensemble des connaissances de l'époque en matière de production végétale et d'arboriculture. Ainsi paraît en 1755 le Traité des arbres et arbustes qui se cultivent en France, qui est une flore raisonnée utilisant la classification de Joseph Pitton de Tournefort. Cet ouvrage fait de Duhamel le créateur de la « botanique forestière ». Le deuxième volume, ou Traité de la physique des arbres, paraît en 1758 et dresse un état des connaissances en matière de physiologie végétale. Il présente les travaux des pionniers tels Nehemiah Grew, Edme Mariotte et Marcello Malpighi, dont il prend soin de vérifier les résultats, à côté de ceux de Stephen Hales et Jean-Étienne Guettard, et de quelques travaux personnels relatifs à la croissance des tissus végétaux. Ainsi il étudie les conditions de formation des nouvelles couches de bois et met en œuvre plusieurs expérimentations pour lesquelles il place des plaques d'étain ou des fils d'argent entre le bois et le liber. Au même moment, dans une série de notes à l'Académie, il dresse un remarquable parallèle, déjà suggéré par Marcello Malpighi, avec la croissance des os et le fonctionnement du périoste. Pour cela, suivant les observations de John Belchier, il s'appuie sur des expérimentations réalisées sur des jeunes porcs dont la nourriture contient de la garance, plante renfermant de l'alizarine qui a la propriété de colorer les os nouvellement formés.
Les trois dernières parties du Traité des forêts ont pour objet l'exposé des techniques forestières, le commerce et l'industrie du bois. Dans le but de restaurer les massifs forestiers dégradés, une politique d'introduction et d'acclimatation d'essences étrangères est mise en place. Les frères Duhamel réalisent des travaux d'acclimatation à grande échelle des différentes essences que leur envoient leurs correspondants, constituant ainsi de véritables arboretum et assurant leur diffusion auprès du public. En 1784, à Vrigny, se trouvent ainsi près de 692 espèces ou variétés différentes dont les plus représentées sont le saule, le chêne, le pin, l'érable mais aussi le peuplier, le noyer, le frêne, le mûrier, le sapin, le cyprès… Parmi les arbres d'ornement, on peut citer le magnolia, le catalpa, l'arbre de Judée, le tulipier.
Mais c'est surtout dans la pratique de la régénération artificielle des forêts que les frères Duhamel se distinguent. S'inspirant des pratiques des jardiniers et des arboriculteurs fruitiers, ils procèdent à des semis et à des marcottages pour multiplier les espèces d'intérêt sylvicole et mettent en place à Vrigny 80 arpents de parcelles expérimentales « semées par petites parties de huit ou dix arpents, en employant dans chaque sol des méthodes différentes », ce qui constitue la première station de recherche sylvicole en France. Duhamel est le premier à proposer une méthode d'estimation des arbres sur pied, méthode qui restera longtemps en vigueur pour les futaies. Les données acquises concernent aussi bien le balivage, l'influence de l'âge d'exploitation sur la production, la forme des peuplements ou des coupes d'éclaircie que la régénération naturelle.

### Duhamel pêcheur
Vers 1703, le commissaire de la Marine, Le Masson du Parc commence une Histoire des pêches. Il réalise les deux tomes de l'Histoire des pêches de la Manche, qui contiennent 250 planches illustrées. Le Masson du Parc ne mène pas son action à bien et, à sa mort, en 1741, la documentation considérable qu'il a accumulée demeure inexploitée. Vers 1753, Diderot l'utilise pour son Encyclopédie. Quelques années plus tard, Duhamel, en tant qu'Inspecteur général de la Marine, reprend le projet inachevé de Le Masson du Parc. Il s'appuie également sur d'autres sources comme l'Histoire des poissons de Guillaume Rondelet, l'ouvrage de Tiphaigne de La Roche sur l'Histoire économique des mers occidentales, paru en 1760 et le traité d'ichtyologie de Willoughby.
Le Traité des pêches compile aussi toutes les informations que Duhamel a pu collecter lors de ses voyages ou par le biais de ses correspondants en France ou à l'étranger au fil des ans ainsi que les résultats de l'enquête réalisée dans les amirautés de France. Duhamel explore tous les aspects des pêches et donne même quelques recettes culinaires. C'est un texte fondateur dans l'histoire de l'architecture des terre-neuviers, puisqu'il est le premier à présenter les différentes typologies de navires.
L'ouvrage ne bénéficie d'aucune subvention et Duhamel le fait imprimer à ses frais. Le premier tome traite des engins et techniques des pêches. Les deux volumes suivants sont consacrés à l'histoire naturelle des poissons. L'ouvrage demeure inachevé puisqu'au moment de sa mort, Duhamel n'en est qu'au quatrième tome. La publication du Traité des pêches est réalisée entre 1769 et 1782.

### Duhamel «physicien agriculteur»

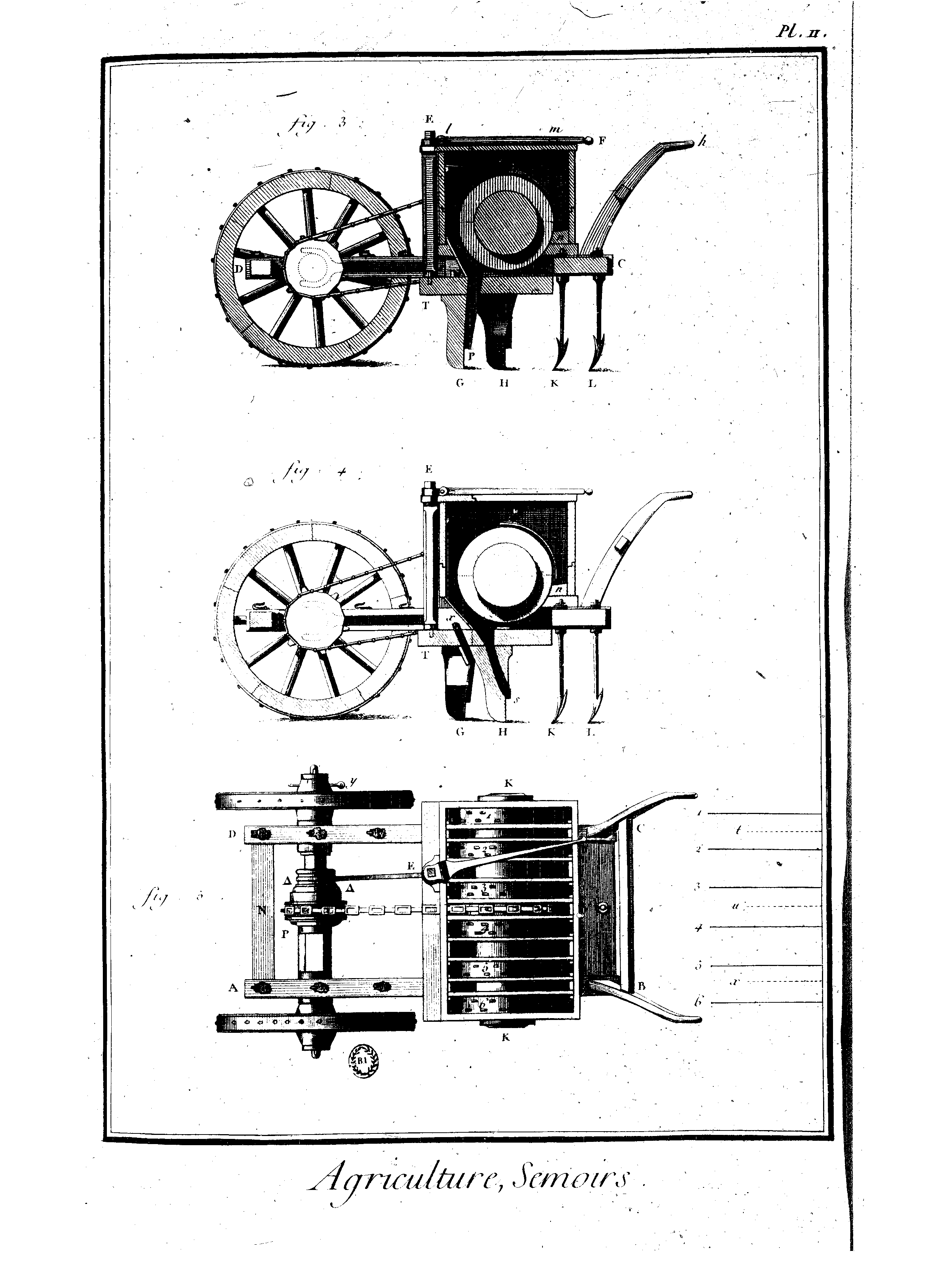
L'utilisation du semoir, préconisée par Duhamel du Monceau, est figurée dans L'encyclopédie où les articles traitant de l'agriculture reprennent entièrement le Traité de la culture des Terres.

« Physicien agriculteur » (terme employé au XVIIIe siècle), aujourd'hui, l'on dirait remplacée par « agronome », terme apparu seulement en 1760. À l'exception de ses recherches sur le safran (1728) et de sa collaboration avec Buffon sur l'effet du gel sur les plantes (1737), l'œuvre d'Henri-Louis ne devient réellement centrée sur l'agriculture et son amélioration par la science qu'à partir de 1748, date de la traduction de l'ouvrage de Jethro Tull, que Duhamel est chargé de superviser. Comme il est d'usage à l'époque, la traduction est libre, l'auteur enlevant tel développement perçu comme superflu, remplaçant la description d'une machine par une autre jugée plus performante… Et il commente et critique, marquant ses doutes, voire ses désaccords avec les affirmations de Tull. C'est ainsi qu'est publié de 1750 à 1761 le Traité de la culture des terres, en six tomes, dont seuls les deux premiers portent la mention « Suivant les principes de M. Tull, Anglois ». Il constitue le premier grand ouvrage français sur l'agriculture depuis Olivier de Serres.
Plus exactement, il s'agit d'un traité de la culture du blé, production agricole essentielle à l'époque. Tull, comme Duhamel, ont noté les effets bénéfiques du tallage des céréales pour augmenter les rendements. Il note l'intérêt des labours pour affiner la terre et augmenter le contact racinaire ; il teste à Pithiviers les modalités d'une diminution de la densité de semis que, suivant les principes de Tull, il fait en lignes de façon à pouvoir désherber l'interrang, et Duhamel de mettre au point semoirs et charrues étroites pour réaliser l'opération.
Duhamel y intègre le fruit de ses expériences personnelles, effectuées dans son domaine de Denainvilliers qui faisait figure de véritable station d'agriculture expérimentale. Plus encore, au fil des ans, le Traité de la culture des terres devient une sorte de revue publiant les résultats des essais agricoles que des correspondants lui adressent et qu'il juge dignes d'intérêt, constituant ainsi autour de lui, selon ses propres mots, une sorte d'« académie d'agriculture ». Duhamel est ainsi, au moins en France, le premier à avoir réalisé méthodiquement des expérimentations agricoles pluriannuelles et, d'une certaine façon, multisites...
Dès 1762, il publie Les éléments d'agriculture en deux tomes, dans lesquels il synthétise les principes de la « nouvelle culture » développés dans le Traité de la culture des terres. L'ouvrage est un « best-seller » non seulement français (réimprimé en 1763, 2e édition revue et complétée en 1772) mais européen (traductions en anglais, espagnol). Concernant la nutrition végétale, il s'intéresse à toutes sortes de résidus et minerais, et se distingue ainsi de Jethro Tull qui préconise uniquement l'usage du fumier. Les prairies artificielles sont étudiées en remplacement de prairies naturelles peu productives.
S'intéressant aussi à ce qui se passe après la récolte, Duhamel fait de nombreuses expériences sur la conservation des céréales par ventilation mécanique forcée, technique qu'il juge alors plus utile que le seul étuvage proposé par Inthierri, et construit diverses installations. En 1753, il publie le Traité de la conservation des grains ; le Roi lui demande de lui présenter une maquette de son installation de Denainvilliers et lui attribuera quelques années plus tard une pension de 1 500 livres à titre de récompense.
Dix ans avant les publications d'Antoine Parmentier, et précédant Samuel Engel, il s'intéresse à la pomme de terre dont il décrit la plante et la culture, contribuant ainsi à sa popularité.

## Duhamel et la Marine

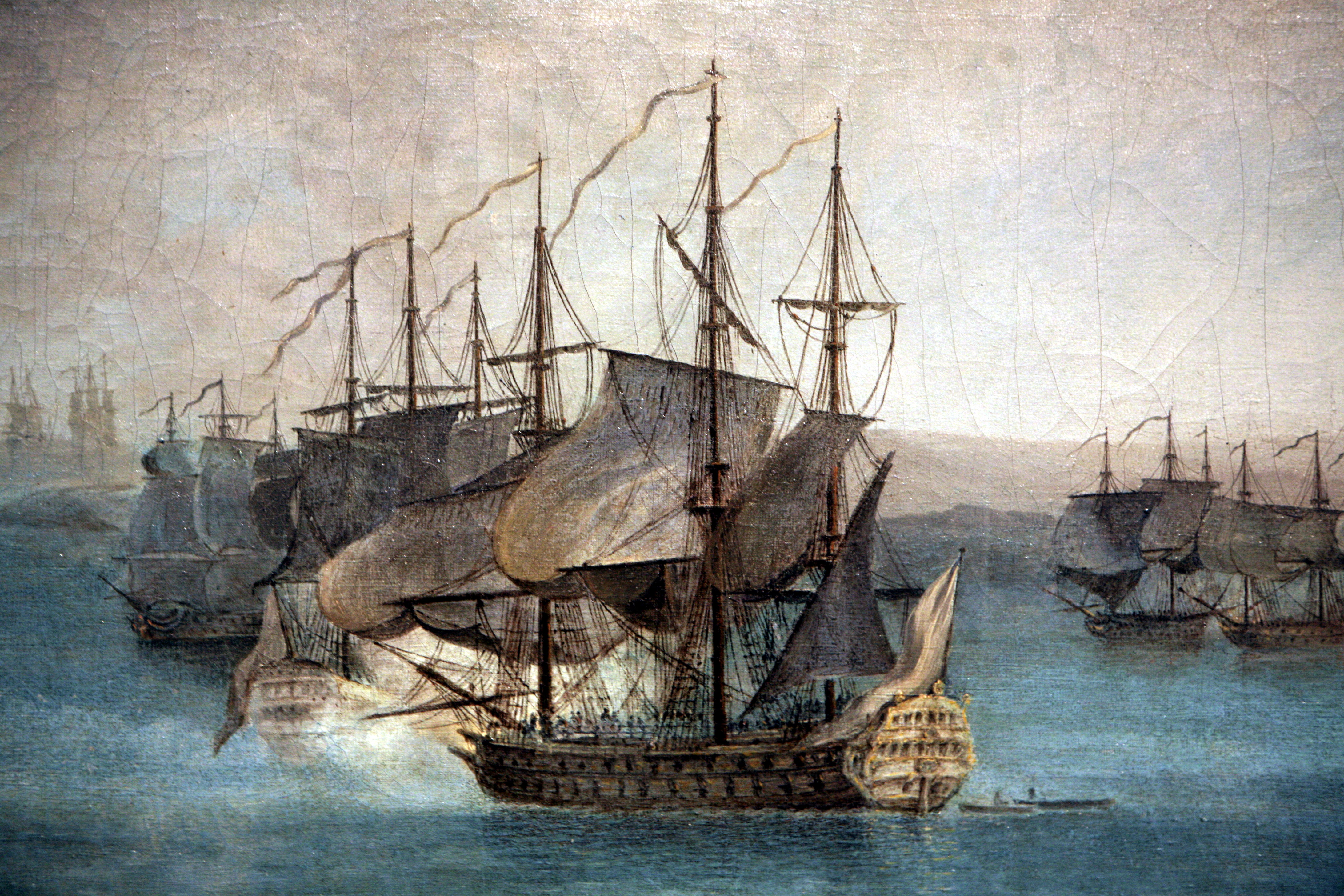
Le Départ de la flotte française pour l'expédition de Port-Mahon le 10 avril 1756, par Nicolas Ozanne. Ce dernier, repéré par Duhamel du Monceau avec qui il se lie d'amitié, illustrera plusieurs de ses ouvrages.

La création d'une puissante flotte de guerre constitue, depuis Richelieu, le grand projet militaire et industriel de la monarchie. Dans ce contexte, la construction navale occupe une place centrale, et Duhamel du Monceau, spécialiste de la filière bois, se trouve être particulièrement qualifié. En 1737, il fait un voyage d'étude en Angleterre et aux Pays-Bas, accompagné de Blaise-Joseph Ollivier, constructeur de vaisseaux. Le 1er août 1739, Duhamel du Monceau est nommé au poste d'inspecteur général de la Marine pour le Ponant et le Levant par décision de Louis XV.
À cette époque, la technique se contente encore de règles chiffrées, mais obtenues empiriquement, telles que pour la coque des navires. Duhamel du Monceau, malgré les travaux des théoriciens comme Bernard Renau d'Eliçagaray, avait encore peu confiance dans l'application des mathématiques à son art. Les tentatives infructueuses de ses prédécesseurs, tels Joseph Andrault de Langeron, qui avait « adopté un faux système de construction et forcé les constructeurs à le suivre », ou de M. Goubert, « homme habile mais qui ne savait agir que par autorité et qui n'avait point l'esprit liant », furent décisives quant à la méthode qu'il devait adopter. L'intelligence sociale de Duhamel et ses qualités de persuasion assureront sa réussite dans le Grand Corps de la marine.
En 1752, Duhamel du Monceau rédige les Éléments d'architecture navale à partir de notes à usage personnel qui seront jugées intéressantes pour l'instruction par quelques officiers et constructeurs. Cette œuvre de vulgarisation a le grand mérite de mettre au jour les « secrets » des constructeurs, jusqu'alors jalousement gardés. Véritable manuel pratique, l'ouvrage présente des notions élémentaires sur les charpentes et les principales pièces du navire, précise les normes et références techniques des différents types de vaisseaux, traite des plans et donne des méthodes de calcul directement applicables. Il connaîtra un véritable succès et fera rapidement l'objet de traductions.
C'est par la formation que Duhamel du Monceau veut réformer la marine. En 1741, il crée à Paris une école de marine qui sera fermée en 1758 pour des questions budgétaires. C'est en 1765 qu'il fonde, sous le patronage du duc de Choiseul, l'École des ingénieurs-constructeurs des vaisseaux royaux, ancêtre de l'École nationale supérieure de techniques avancées. Maurepas accepte le projet à la condition que Duhamel en assure la direction, ce qu'il fait jusqu'à sa mort, et bien que le poste ne soit pas rémunéré. Les professeurs s'appelleront Pierre Bouguer, Étienne Bézout ou encore Charles Étienne Louis Camus. Les élèves s'imposeront rapidement par leurs compétences, à l'image d'Antoine Groignard, de Léon Guignace, de Joseph Marie Blaise Coulomb ou de Jacques-Noël Sané, contribuant ainsi à donner corps au projet royal.
Duhamel visite les ports et les côtes, préconise des aménagements. Il procède à des inspections dans les arsenaux, vastes ensembles de bâtiments administratifs (casernement des troupes, salle d'armes, bagne des forçats…) et d'ateliers (corderie, atelier de fabrication des voiles, atelier des poulies…), préfigurant ainsi la réorganisation des arsenaux entreprise à partir de 1763 avec Antoine Choquet de Lindu et la grande ordonnance de 1765.
Soucieux des conditions d'hygiène dans lesquelles vivent les marins embarqués, il exprime ses vues en la matière dans un ouvrage paru en 1759, intitulé Moyens de conserver la santé aux équipages des vaisseaux.
Le don de sa collection de modèles de navires et de machines d'arsenaux au roi Louis XV en 1748 doit être considéré comme l'acte fondateur d'une collection nationale. Il reste conservateur de la Salle de Marine jusqu'à sa mort en 1782. Il convient encore de signaler que Duhamel aide l'officier orléanais Bigot de Morogues à fonder l'Académie de Marine.

## Duhamel et l'Académie

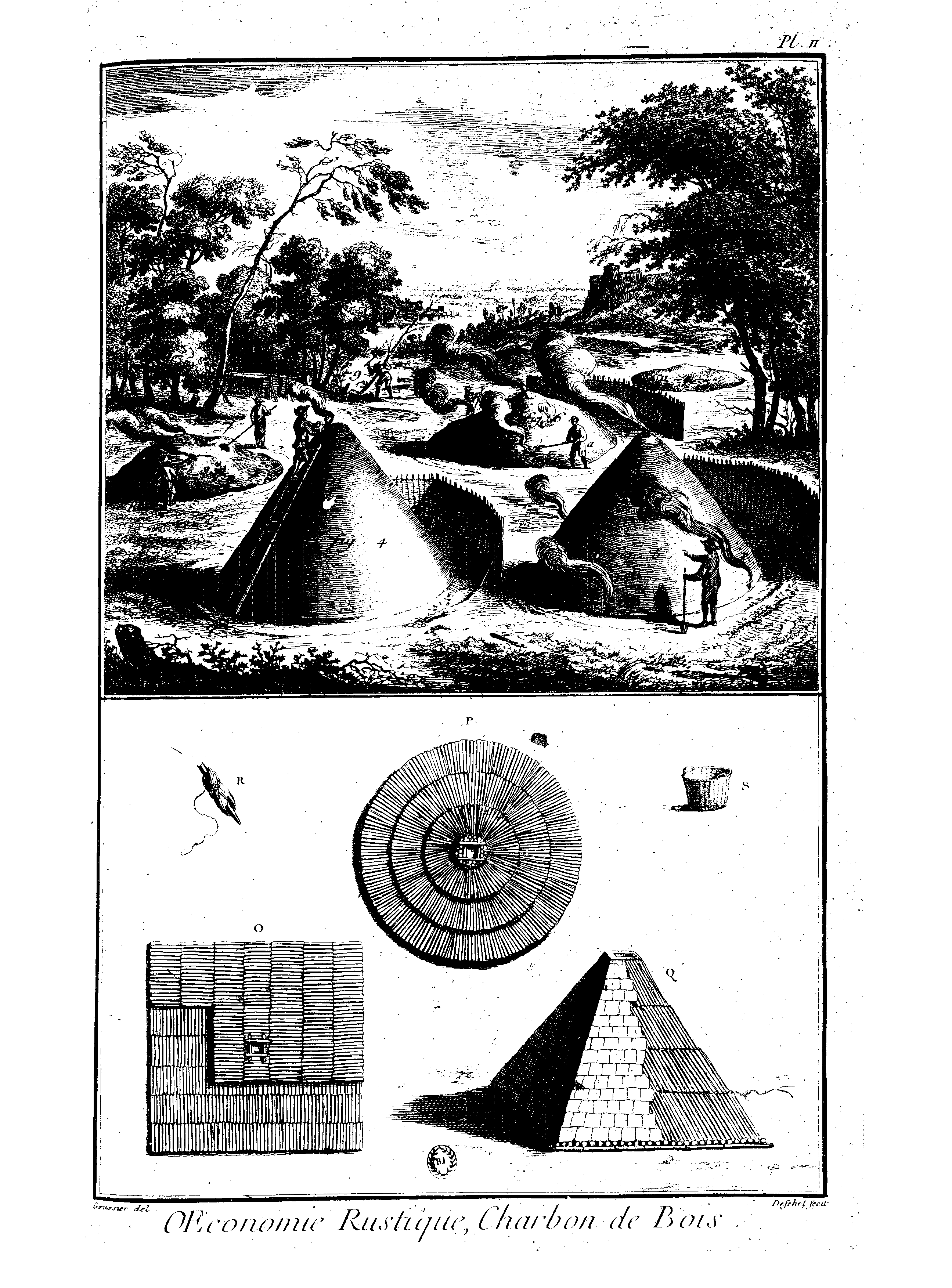
La planche de l’Art du Charbonnier est adaptée en trois planches dans le chapitre « Œconomie rustique » de lEncyclopédie

Élu membre associé de l'Académie des sciences dans la classe de botanique, le 4 septembre 1728, Duhamel du Monceau devient « pensionnaire botaniste » le 10 septembre 1738 et servira fidèlement cette institution toute sa vie.

### La Description des Arts et métiers
Dès sa création, le roi demande à l'Académie de réaliser un appui au développement industriel et artisanal. En 1712, Réaumur est chargé d'un programme d'édition portant sur 250 arts, la Description des Arts et Métiers, dont les premiers fascicules ont pour thèmes l'artisanat de luxe et de la métallurgie. Réaumur et l'Académie mettent au point les méthodes, élaborent le style des gravures et accumulent une immense documentation qui suscitera plus tard la convoitise des Encyclopédistes, mais le projet s'interrompt en 1725.
Après le décès de Réaumur, la documentation est remise, en 1759, à vingt académiciens qui sont chargés de relancer la Description, mais sans qu'un animateur ne soit désigné. Héritier de Réaumur en matière d'ingénierie et de technologie, Duhamel aura à cœur de reprendre cette publication. En 1761 paraît le premier fascicule de la Description ressuscitée, l’Art du Charbonnier, et  jusqu'en 1788, 73 monographies réparties en 99 fascicules in-folio seront publiées. Vingt monographies portent la signature de Duhamel du Monceau, associée dans deux cas à celle de Réaumur, dont il reprend l’Art de l'épinglier et la Fabrique des Ancres. Dans son Art du serrurier, Duhamel reprend les préceptes de Mathurin Jousse pour distinguer les diverses sortes de fer, et de façon à en faire  l'usage qui convient à chacun d'eux : « on connaît encore mieux la qualité du fer en examinant son grain : pour cela il faut le rompre ». Ces préceptes conduiront à la métallographie. Son Art de raffiner le sucre sera illustré par Aignan-Thomas Desfriches.

### «Venin de l'Encyclopédie»

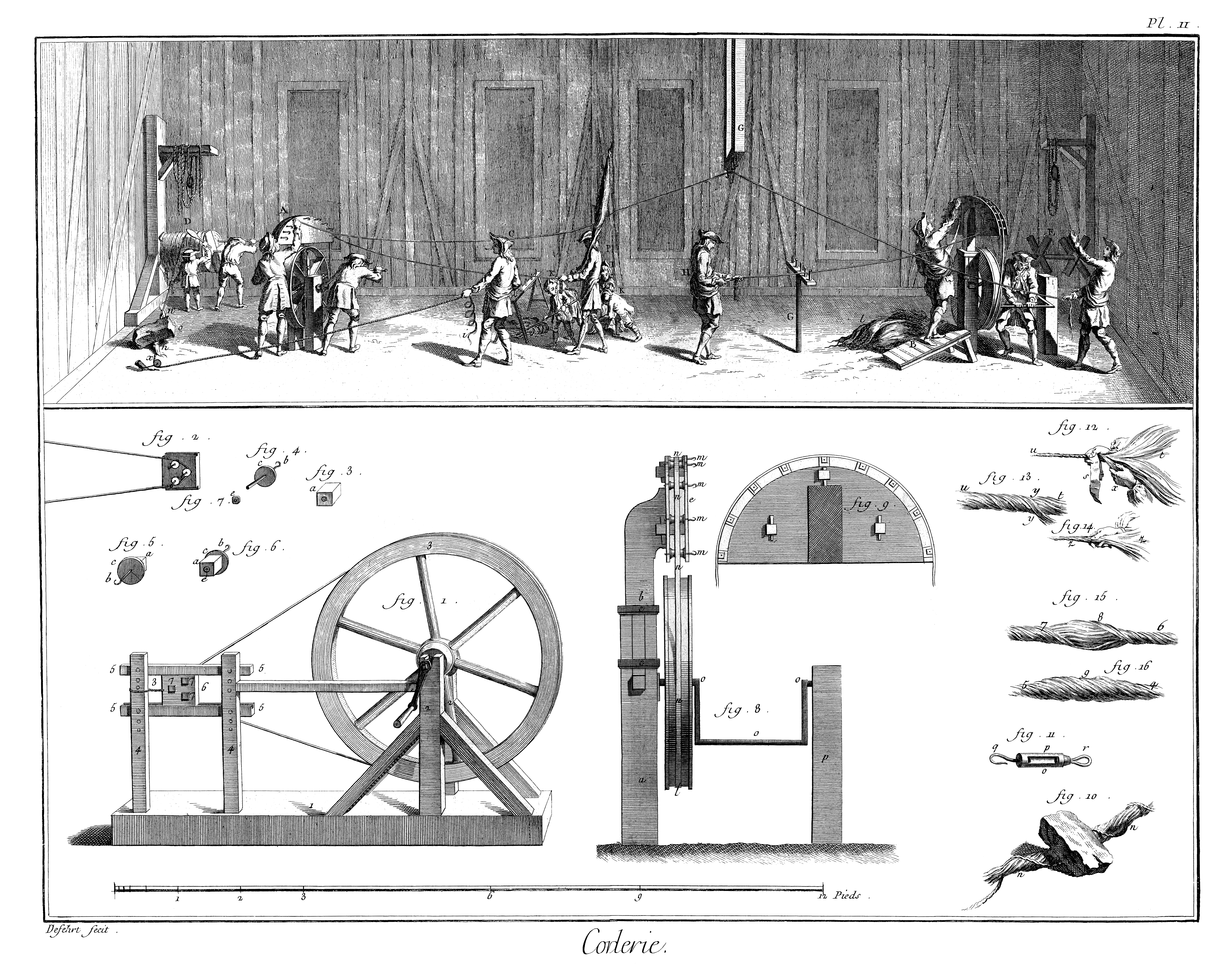
Illustration de lEncyclopédie pour laquelle Duhamel a écrit l'article « Corderie »

Le statut d'inspecteur général de la Marine expose Duhamel du Monceau aux attaques des Encyclopédistes qui méprisent la Marine et proclament que la gloire et la supériorité de la France lui viennent des Arts et des Lettres :

« Ce Duhamel a inventé une infinité de machines qui ne servent à rien ; écrit et traduit une infinité de livres sur l'agriculture, qu'on ne connaît plus ; fait toute sa vie des expériences dont on attend encore quelque résultat utile. »

— Denis Diderot
Diderot semble oublier ses emprunts à Duhamel du Monceau pour l'Encyclopédie, notamment pour les articles « Agriculture », « Corderie », « Pipe » et « Sucre ».
La succession de Grandjean de Fouchy, secrétaire perpétuel de l'Académie des Sciences, voit s'affronter les partisans de Condorcet, conduits par d'Alembert, et ceux de l'astronome Bailly, dirigés par le comte de Buffon. En 1773, la nomination de Condorcet comme adjoint de Grandjean de Fouchy voit le triomphe du parti des philosophes face au parti des officiers de marine lié à Duhamel. Mais en janvier 1775, les partisans de Bailly, dont Patrick d'Arcy et Jean-Charles de Borda, tous deux officiers de marine, font créer une commission chargée de contrôler les travaux du secrétaire, ce que Condorcet considère comme une censure. Pour être élu, ce dernier doit renoncer à la pension de 1 000 écus et présenter sa candidature en bonne et due forme pour respecter le règlement de l'Académie. Condorcet fera plus tard référence à cet épisode :

« Quoiqu'il aimât beaucoup les innovations dans les sciences et qu'il se fût appliqué toute sa vie à en introduire d'utiles dans les arts, il ne les aimait point en politique et encore moins dans le régime intérieur des corps littéraires… »

— Condorcet, Éloge funèbre de Duhamel du Monceau, 30 avril 1783

## Place de Duhamel du Monceau dans l'histoire des sciences et techniques

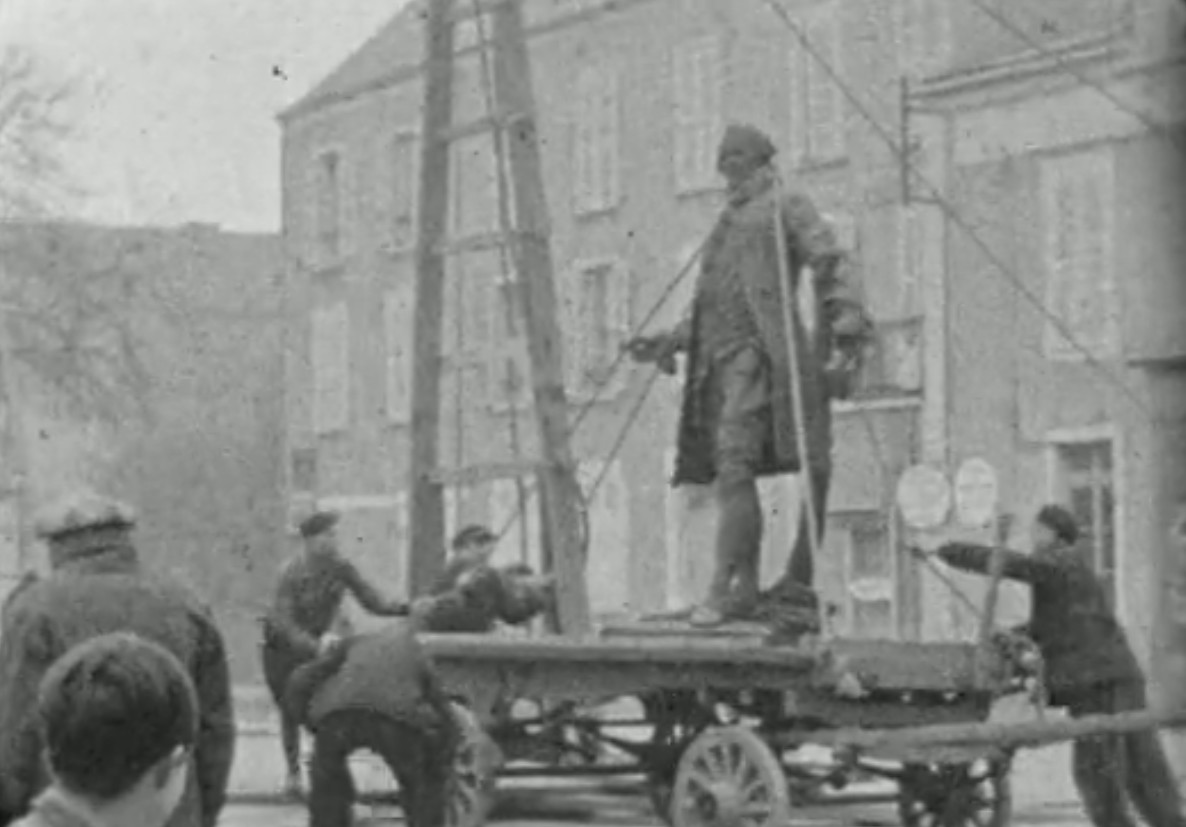
Démontage de la statue de Duhamel du Monceau à Pithiviers, le 19 février 1942.

Duhamel du Monceau est l'un des principaux agronomes du XVIIIe siècle. Esprit indépendant, il demeure à l'écart de l'agitation idéologique de son temps, ce qui ne permet pas de le rattacher à quelque grand courant de pensée du XVIIIe siècle. Il se méfie des grands systèmes d'interprétation en vogue à l'époque et se démarque des Encyclopédistes qui se servent souvent de la science pour faire passer des idées générales. De même, s'il est partisan d'une certaine libération de l'économie, il n'adhère pas au mouvement physiocrate.
Pour lui l'activité scientifique repose sur une observation personnelle des faits, complétée par des expérimentations, en vue de comprendre les phénomènes mis en œuvre. En ce sens il rompt avec les hommes de cabinet et les compilations livresques de son époque pour apparaître comme un précurseur en matière de recherche expérimentale, animé par une démarche de filière.

« …on y trouve peu d'explications, point de systèmes, et des faits si multipliés, si pressés les uns contre les autres qu'il est très difficile d'en donner un abrégé… »

— Félix Vicq d'Azyr.
Enfin, l'un de ses mérites est sans doute d'avoir reconnu très tôt les qualités du jeune Lavoisier dont il est le parrain scientifique à l'Académie des Sciences et dont il soutient fermement la candidature, le 18 mai 1768.
Dans son introduction à l'Art de l'Épinglier de Réaumur (1761), du Monceau fait mention de la « division du travail » :

« Il n'y a personne qui ne soit étonné du bas prix des épingles ; mais la surprise augmentera sans doute quand on saura combien de différentes opérations, la plûpart fort délicates, sont indispensablement nécessaires pour faire une bonne épingle. Nous allons parcourir en peu de mots ces opérations pour faire naître l'envie d'en connoître les détails ; cette énumération nous fournira autant d'articles qui feront la division de ce travail. »

Ce texte va inspirer plus tard Adam Smith qui reprend en 1776 dans son ouvrage La Richesse des Nations à la fois l'expression de Monceau, mais aussi l'exemple décrit par lui de la fabrication d'épingles.
Selon Jean-Louis Peaucelle, Adam Smith pourrait avoir fait un contresens sur ces derniers mots « division de ce travail », qui peuvent désigner le plan du mémoire de Réaumur.
Le souci de l'utilité domine l'ensemble de l'œuvre de Duhamel, que ce soit pour l'amélioration des techniques, des conditions de vie des marins ou dans un but pédagogique comme dans les Éléments d'architecture navale.
 
Son désir de rendre la science utile lui a fait négliger sa carrière scientifique mais lui a valu une estime presque universelle. Duhamel du Monceau avait deux passions, la science et le bien public. D'après André J. Bourde : 

« le ton de sa correspondance dénote un homme bon et consciencieux, échangeant volontiers ses idées avec de nombreux correspondants et laissant à ceux-ci le privilège de leurs découvertes, acceptant de bonne grâce leurs observations. […]. Il y a chez Duhamel un fond très remarquable de probité et de modestie qui ne manqua jamais d'ailleurs d'être hautement reconnu par tous ceux qui furent en relation avec lui. […]. La Marre, son défenseur et son collaborateur l'appelle ‘ce vrai savant', ‘une belle âme' »

— Défense de plusieurs ouvrages sur l'agriculture, 1765, p. 44 & 46.
On mesure par ces quelques indications, la richesse d'une œuvre qui eut, dans le monde technique français, une importance capitale.

## Œuvres publiées et principaux mémoires à l'Académie des sciences
Durant sa longue carrière, Duhamel du Monceau a publié de nombreux ouvrages. Il a aussi présenté 956 notes à l'Académie des sciences et quelques-unes à l'Académie de médecine auxquelles il faut ajouter 20 contributions à la « Description des Arts et Métiers » et plusieurs préfaces. Le décalage entre la publication et les travaux correspondants atteint souvent plusieurs années : c'est une des caractéristiques de sa méthode, caractéristique qui lui sera reprochée par ses contemporains.
Dans la  liste déroulante ci-dessous, le tri est possible par année de publication, par type de publication (ouvrage ou note, ce dernier terme désignant un mémoire publié pour l'Académie des sciences) ou encore par thème (avec un code couleur par grand thème). On y voit clairement que Duhamel a mené de front ses travaux  dans les différentes disciplines.

### Ouvrages de Duhamel du Monceau

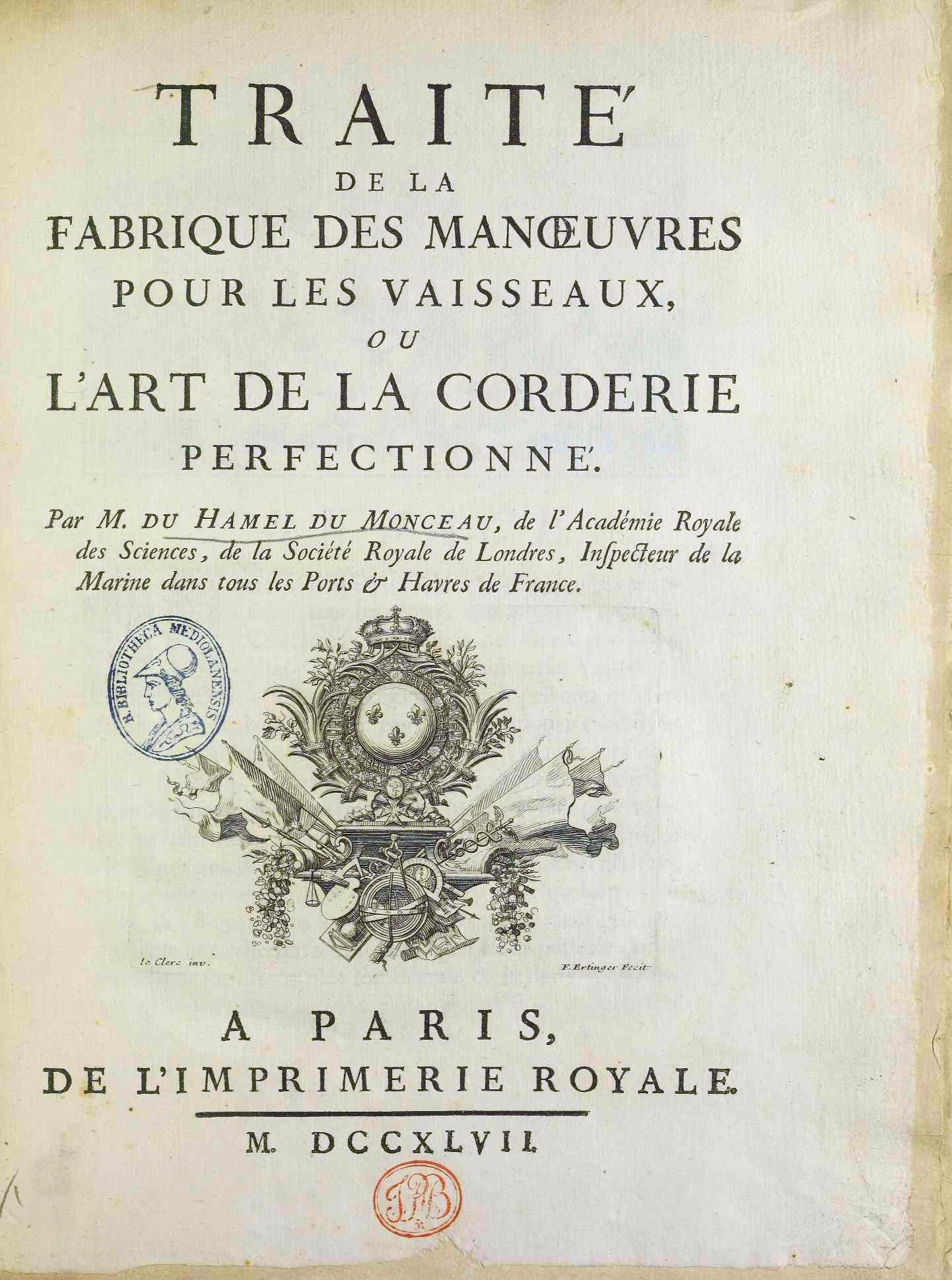
Traité de la fabrique des manœuvres pour les vaisseaux, 1747

- Traité de la fabrique des manœuvres pour les vaisseaux ou l'art de la corderie perfectionné, Paris, Imprimerie royale, 1747, 546 p., [lire en ligne].
- Elemens de l'architecture navale ou traité pratique de la construction des vaisseaux, Paris, Charles-Antoine Jombert, 1752, LVF-420 p.
- Traité complet des Bois & des Forests en 5 volumes (1755 - 1767) :
  - 1 - Traité des arbres et arbustes qui se cultivent en France en pleine terre, Paris, H. L. Guérin et L. F. Delatour, 1760, tome premier, 535 p., [lire en ligne] et tome second, 479 p., [lire en ligne] ;
  - 2 - La physique des arbres, où il est traité de l'anatomie des plantes et de l'économie végétale, Paris, H. L. Guérin et L. F. Delatour, 1758, tome premier, LXVIII-306 p., 28 pl., et seconde partie, 460 p., [lire en ligne] ;
  - 3 - Des semis et plantations des arbres, et de leur culture  Paris, H. L. Guérin et L. F. Delatour, 1760, 553 p., [lire en ligne] ; [lire en ligne : édition de 1780, 549 p] ;
  - 4 - De l'exploitation des bois : ou moyens de tirer un parti avantageux des taillis, demi-futaies et hautes-futaies et d'en faire une juste estimation, première partie, Paris, H. L. Guérin et L. F. Delatour, 1764, 430 p., [lire en ligne] et seconde partie, 706 p., [lire en ligne] ;
  - 5 - Du transport, de la conservation et de la force des bois : ou l'on trouvera des moyens d'attendrir les bois, de leur donner diverses courbures, surtout pour la construction des vaisseaux... faisant la conclusion du Traité complet des bois et forêts, Paris L.F. Delatour, 1767, XXXII-556 p., [lire en ligne].
- Moyens de conserver la santé des équipages des vaisseaux : avec la manière de purifier l'air des salles des hôpitaux ; et courte description de l'hôpital Saint-Louis, à Paris, Luxembourg : Connaissance et mémoires, 1998, 252 p. Fac-similé de l'édition de 1759
- L'art de la corderie perfectionné, seconde édition dans laquelle on a ajouté ce qui regarde les cordages goudronnés, Luxembourg : Connaissance et mémoires européennes, 1996, XXXVI-572 p. Reproduction fac-similée de la seconde édition de 1759
- Traité des pesches, et histoire des poissons qu'elles fournissent, tant pour la subsistance des hommes que pour plusieurs autres usages qui ont rapport aux arts et au commerce, avant-propos Gérard Tendron, Luxembourg : Connaissance et mémoires européennes, 1998, Réédition de 1769 ; tome 1, XLI-84-192-140 p. ; tome 2, 579 p. ; tome 3, 336-73 p. ; tome 4, 506 p.
- Traité des arbres fruitiers, contenant leur figure, leur description, leur culture etc., Paris 1768, 2 vol.

## Iconographie
- Julien-Charles Dubois (1806-1891), Henri Louis Duhamel du Monceau, buste, surmoulage en plâtre, Paris, musée du Louvre[25].

## Voir aussi

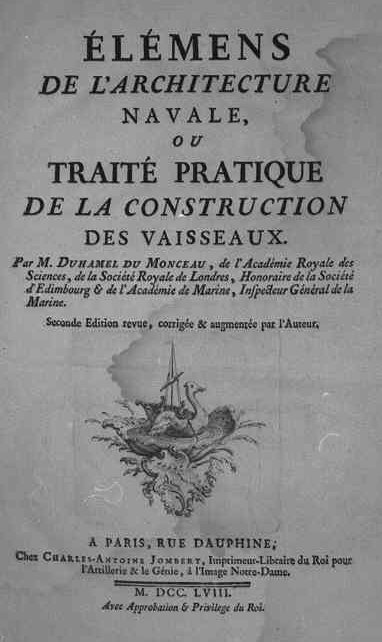
Traité d'architecture navale de Duhamel du Monceau - Édition de 1758

### Bibliographie

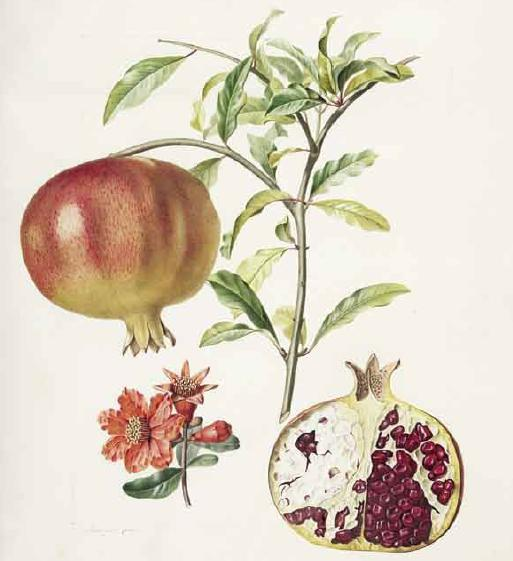
Grenadier à fruits doux - Traité des arbres fruitiers